# Kilchrist Castle

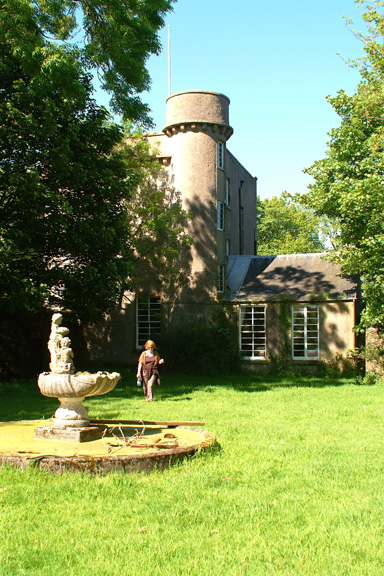
Kilchrist Castle 2009

Kilchrist Castle ist ein Landhaus südwestlich von Campbeltown in der schottischen Council Area Argyll and Bute.
Die Gewölbefundamente der Burg sind unbekannten Datums, aber 1834 ließ Dugald McTavish das Landhaus wieder aufbauen. Es ist jetzt drei Stockwerke hoch, das Dach springt vor und hat eine hervorstehende Brüstung.
Historic Scotland hat Kilchrist Castle als historisches Bauwerk der Kategorie B gelistet.